# Rabinal achí
El Rabinal Achí  es una danza y también una tradición  de los mayas de origen prehispánico que va acompañada de diálogos escritos en el siglo XIX (19) y que representan una obra literaria representativa de la cultura maya; ésta fue preservada en Guatemala. Fue declarada Obra Maestra de la tradición Oral e Intangible de la Humanidad, en 2005 por la Unesco, siendo inscrita en 2008 en la Lista Representativa del Patrimonio Cultural Inmaterial de la Humanidad.
El nombre original en maya Achí es: Xajoj Tun, que significa Danza del tun (tambor). Es un drama dinástico de los maya kek’ que data del siglo XV, y un ejemplo raro de las tradiciones prehispánicas. En él se mezclan mitos del origen del pueblo q'eqchi' y las relaciones político-sociales del pueblo de Rabinal, Baja Verapaz, Guatemala, que son expresados por medio de máscaras, danza, teatro y música. Este drama sobrevivió en la clandestinidad desde 1625 hasta 1856, hasta que el sacerdote francés Charles Étienne Brasseur de Bourbourg lo tradujo, según la narración en achí de Bartolo Sis.
Es una obra en la que se dramatiza el rompimiento de la alianza entre los K’ich’e y los Rabinaleb; la obra se divide en cuatro actos, cuyo desenlace es la muerte de K’iche’e Achí, es decir, el triunfo de los Rabinaleb, el primer acto suele ser el más largo.
La tradición oral y escrita es representada por un grupo de personajes, quienes aparecen en un escenario que representa aldeas mayas, particularmente Kajyub’, la capital regional de los rabinaleb’ en el siglo XIV. La narrativa se divide en cuatro actos y trata el conflicto entre dos entidades políticas importantes en la región, los rabinaleb’ y los k’iche’, según explica Alain Breton, en su libro Un drama dinástico maya del siglo XV.
Los personajes principales son dos príncipes: el Rabinal Achí y el K’iche Achí. Otros personajes son: el rey de Rabinaleb’, Job’Toj, y sus sirvientes Achij Mun e Ixoq Mun, quienes representan al hombre y la mujer. La madre con plumas verdes es Uchuch Q’uq’, y trece águilas y trece jaguares, que representa a los guerreros de la fortaleza de Kajyub’. El K’iche’ Achí es capturado y llevado a juicio por haber intentado secuestrar a niños de Rabinaleb’, un delito muy grave en la ley maya.

## Contenido
En el “Rabinal Achí” se narra cómo los Rabinaleb se rebelan y separan de la confederación política de los K’iche’s, al intentar estos conquistar el valle de Rabinal. Los K’iche’s mantenían, en la época, el dominio político sobre vastas regiones y pueblos.
En la obra, K’ich’e Achí, guerrero de los K’ich’es, es capturado por el guerrero de los Rabinaleb, Rabinal Achí, en las afueras de Kajyub’, cuyo dignatario es Job’ Toj; el guerrero K’ich’e es juzgado y condenado a muerte. Antes de ser sacrificado, K’ich’e Achí pide tomar la bebida ceremonial embriagante de los Rabinaleb y bailar con la princesa de Kajyub llamada Uchuch Q’uq’ Uchuch Raxon “La madre de las Plumas Verdes, la Madre de las Plumas Azules”; así también pide que le concedan 260 días para ir a despedirse de su tierra. Una vez concedidos todos estos deseos, K’ich’e Achí es sacrificado por los guerreros águilas y los guerreros jaguares al mando de Rabinal Achí.
Al cautivo se le permite ir a despedirse de su pueblo. Antes de su ejecución, se le concede bailar al ritmo del tun con la princesa de Rabinal y disfrutar de bebidas reales. Hoy, 500 años después, los rabinaleb' creen que los espíritus de los guerreros muertos en esa batalla, que habitan en los montes circundantes, están presentes también en la danza.

## Actualidad
Desde la colonización, en el siglo XVI, el Rabinal Achí ha sido representado durante la fiesta de Rabinal el 25 de enero día de la Conversión de San Pablo. El festival es coordinado por los miembros de las hermandades locales responsables de dirigir a la comunidad. Al tomar parte de la obra, los vivos entran en contacto con los muertos (los rajawales), los antepasados que se representan con máscaras. Para los Achís del Rabinal moderno, el recordar a sus ancestros no es sólo el perpetuar la herencia ancestral. Es también una visión al futuro, el día en que ellos se reunirán con sus antepasados.
El Rabinal Achi’ fue seleccionado por la Cruz Roja Internacional para destacar el sentimiento humanitario hacia los refugiados y víctimas de guerra.